# Championnats d'Afrique de cross-country 2018
Navigation
Yaoundé 2016 Hammamet 2024
Les 5es Championnats d'Afrique de cross-country se déroulent le 17 mars 2018 à Chlef, en Algérie.

## Compétition
Les Championnats d'Afrique de cross-country comprennent cinq épreuves au total avec l'ajout du relais mixte (de 4 fois 2 kilomètres) depuis cette année. Les distances varient en fonction de la catégorie (Seniors, Juniors) et du sexe (Hommes, Femmes).
| Catégorie | Hommes | Femmes | Relais mixte |
| --------- | ------ | ------ | ------------ |
| Seniors   | 10 km  | 10 km  | 8 km         |
| Juniors   | 8 km   | 6 km   | non disputé  |

## Résultats

### Seniors
| Épreuves     | Or                                                                       | Argent                                                                       | Bronze                                                                             |
| ------------ | ------------------------------------------------------------------------ | ---------------------------------------------------------------------------- | ---------------------------------------------------------------------------------- |
| Hommes       | Alfred Barkach 30 min 47 s                                               | Julius Kogo 30 min 47 s                                                      | Thomas Ayeko 30 min 47 s                                                           |
| Femmes       | Celliphine Chespol 35 min 10 s                                           | Margaret Chelimo 35 min 13 s                                                 | Yeshi Kalayu Chekole 35 min 26 s                                                   |
| Relais mixte | Éthiopie Taresa Tolosa Netsanet Desta Mogos Tuemay Besu Sado 23 min 51 s | Kenya Charles Simotwo Emily Chebet Bethwel Birgen Winfred Mbithe 24 min 15 s | Maroc Brahim Kaazouzi Kawtar Farkoussi Younès Essalhi Fadwa Sidi Madane 25 min 7 s |

### Juniors
| Épreuves | Or                                 | Argent                         | Bronze                     |
| -------- | ---------------------------------- | ------------------------------ | -------------------------- |
| Hommes   | Rhonex Kipruto 25 min 1 s          | Stanley Waithaka 25 min 6 s    | Solomon Berihu 25 min 8 s  |
| Femmes   | Girmawit Gebregziabher 20 min 40 s | Tsigie Gebreselama 20 min 54 s | Hellen Ekalale 20 min 55 s |